# Albert Klöpper
Albert Heinrich Ernst Klöpper (* 20. März 1828 in Weitenhagen; † 27. November 1905 in Königsberg i. Pr.) war ein protestantischer Theologe.
Albert Klöpper studierte 1847 bis 1851 in Greifswald und Berlin, habilitierte sich an der theologischen Fakultät der erstgenannten Universität 1858, wurde 1866 in Königsberg Kustos der Universitätsbibliothek und 1875 außerordentlicher Professor der Theologie. Er schrieb: Kommentar über das zweite Sendschreiben des Apostels Paulus an die Gemeinde zu Korinth (Berlin 1874) und Der Brief an die Kolosser (Berlin 1882) u. a.